# موسی بن عیسی بن موسی
موسی بن عیسی بن موسی (عربی: موسی بن عیسی بن موسی بن محمد بن علی بن عبدالله بن العباس؛ ۷۴۶ یا 747 – ح. ۷۹۹, ۸۰۳ ین ۸۰۵) فرمانروای مصر، حاکم شام و حاکم مکه و مدینه در دوران خلافت عباسی بود.